# 메시에 40
위네크 4 (M40 혹은 WNC4)는 큰곰자리에 있는 이중성이다. 요한 헤벨리우스가 성운이 있다고 보고한 영역에서 1764년 샤를 메시에가 두 개의 별만 찾았고, 메시에 천체 목록에 40번째로 추가했다. 1863년 프리드리히 위네크에 의해 재발견 되었다.
WNC4는 지구에서 510광년 떨어져 있으며, 겉보기 등급은 8.4등급, 시직경은 0.8분이다.

## 같이 보기
- 메시에 천체 목록